# Autoritratto da soldato
Autoritratto da soldato è un dipinto realizzato da Ernst Ludwig Kirchner nel 1915.

## Descrizione
Kirchner rappresenta sé stesso in veste da soldato del settantacinquesimo reggimento di artiglieria. L'opera ha una connotazione drammatica e notifica il disagio psichico e fisico derivante dalla guerra, divenendo una sorta di "autobiografia metaforica", come egli stesso la definì. La mutilazione della mano destra (la mano della pittura), che indica la menomazione dell'artista sul piano della sua integrità fisica e della sua creatività, assume un ruolo centrale nel dipinto. L'artista si raffigura come un reduce, di colore livido, con lo sguardo vuoto e la sigaretta tra le labbra che simboleggia la tensione nervosa. La genesi dell'opera è attestata da una fotografia che lo ritrae nel suo caotico studio vestito con una divisa da soldato, la sigaretta tra le dita, con una postura stabile e rilassata, anche se la testa sfocata infonde il senso di un'apparizione. Questa fotografia dimostra, infatti, le sperimentazioni dell'artista durante quel periodo, consistenti in ritratti dei suoi compagni d'arte e di vita nel suo atelier. Dietro di lui emerge un nudo femminile, a cui il pittore mostra le spalle, esprimendo il suo disagio interiore, il modo in cui si sentiva in quel periodo così soffocante, la donna in questione è una prostituta, ed il modo in cui viene rappresentata è un chiaro segno di matrice cubista da cui l’autore ha preso lo stile. È un’opera dell’espressionismo tedesco, che differenzia da quello francese per le linee e i colori utilizzati, utilizza linee aguzze che è come se ferissero l’occhio dello spettatore.